# Titanattus cretatus
Titanattus cretatus es una especie de araña saltarina del género Titanattus, familia Salticidae. Fue descrita científicamente por Chickering en 1946.
Habita en Panamá y Colombia.